# Disulfure de titane
Pour les articles homonymes, voir Sulfure de titane.
Le disulfure de titane, ou sulfure de titane(IV), est un composé chimique de formule TiS2. Il s'agit d'un solide diamagnétique de couleur bronze ou dorée ayant une structure cristalline feuilletée semblable à celle de l'iodure de cadmium (alternativement groupe d'espace P63mc du système hexagonal, no 186, et groupe d'espace P3m1 du système trigonal, no 164). Sa conductivité électrique correspond à celle d'un métalloïde, ce qui permet de l'utiliser comme cathode d'accumulateur électrique avec une anode en lithium grâce aux capacités d'intercalation des cations Li+ dans la structure cristalline feuilletée du disulfure de titane, ce qui présente un intérêt par exemple pour le développement d'accumulateurs au lithium à électrolyte solide pour véhicules électriques hybrides :
TiS2 + Li  {\displaystyle \rightleftharpoons }  Li+[TiS2]−.

## Réactions
Le disulfure de titane s'hydrolyse en présence d'humidité ou d'eau, notamment de solutions aqueuses d'acides, avec formation de sulfure d'hydrogène H2S et de dioxyde de titane TiO2, d'où son odeur d'œuf pourri sous l'effet de l'humidité de l'air :
TiS2 + 2 H2O ⟶ TiO2 + 2 H2S.
Il est stable dans l'air à température ambiante, mais donne du TiO2 lorsqu'il est chauffé à l'air libre :
TiS2 + O2 ⟶ TiO2 + 2 S.
Il est combustible en raison de sa teneur en sulfure, produisant du dioxyde de soufre SO2 gazeux. Il donne du sulfure de titane(III) Ti2S3 par chauffage à l'abri de l'air :
2 TiS2 ⟶ Ti2S3 + S.
Il est décomposé par l'acide nitrique et l'acide sulfurique concentré chaud avec formation de soufre. Il se dissout dans les solutions bouillantes d'hydroxyde de sodium NaOH et d'hydroxyde de potassium KOH en formant des titanates et sulfures de sodium et de potassium, respectivement.

## Synthèse
Le disulfure de titane peut être préparé à partir de tétrachlorure de titane TiCl4 et de sulfure d'hydrogène H2S, :
TiCl4 + 2 H2S ⟶ TiS2 + 4 HCl.
La synthèse directe à partir des éléments est également possible aux alentours de 500 °C, et permet d'obtenir un composé de plus grande pureté, :
Ti + 2 S ⟶ TiS2.